# Maison Brigonnet
La maison Brigonnet  est une maison située à Besançon dans le département du Doubs.

## Localisation
L'édifice est situé au 103 rue de Belfort à Besançon.

## Histoire
En 1909, l'entrepreneur Francis Brigonnet construit une maison pour sa mère selon les plans de l'architecte bisontin Auguste Vieille.
La maison, son jardin et les murs de clôture font l’objet d’une inscription au titre des monuments historiques depuis le 24 mai 1994.
La maison est également labellisée « Patrimoine du XXe siècle » par le ministère de la Culture.

## Architecture et décorations
La maison présente des vitraux qui sont dues au maitre verrier bisontin Eugène-Alphonse Gorgeon,.